# E.T. (アタリ2600)
『E.T. ジ・エクストラ・テレストリアル』（英: E.T. The Extra-Terrestrial）は、同名の映画をもとにハワード・スコット・ウォーショウが制作、アタリによって1982年にリリースされたアタリ2600用テレビゲームである。日本国内では翌年にアタリ2800用ゲームとしてリリースされた。

## 概要
ゲームの目標は、穴に落ちた先にある通信機の部品を見つけ組み立てることで、E.T.が故郷に帰れるようにすることである。このゲームは大体において、自社と原作映画のブランドのみをもとにしてアタリが売れ行きを見込んだ、完成度の低いゲームだと批評家・ゲーマー双方より考えられている。
『E.T.』はアタリ社没落の兆しとされ、しばしばテレビゲームの初期かつ史上最大の商業的失敗作、または史上最低のゲームタイトルだと考えられている。『E.T.』はアタリ倒産の主要な原因となり、後の1983年に起こった北米のテレビゲーム市場崩壊（アタリショック）の間接的引き金となった。本ゲームのカートリッジは過剰生産されたため、数百万本以上の売れ残りカートリッジが発生し、それらはニューメキシコ州の埋立地に廃棄処分された。この件の詳細については本項内#アタリの埋立用地を参照。
2013年6月5日に当局より発掘認可が降り、2014年4月26日に埋立地よりこのゲームが発見され、同年12月15日にその発掘されたゲームが国立アメリカ歴史博物館に収蔵された。

## ゲームプレイ
『E.T.』のゲームプレイは、タイトル名を冠する異星人キャラクター、E.T.を操り、複数の画面を移動しながら3つある装置の部品を集めることより成り立っている。部品を全て組み合わせることで通信機が完成し、E.T.は"家に電話"できるようになる。部品は数ある落とし穴の中にランダムに落ちていて、落とし穴は井戸（well）と呼ばれる。また、回復アイテムのReese's Piecesを9つ集めることで、友達のエリオットを呼び出し、装置の部品1個を届けてもらうこともできる。部品を3個とも集めると、特定の場所よりE.T.の宇宙船を呼び出せるようになる。その後、着陸場所に制限時間以内に戻らなければならない。これら条件が満たされると、スコアはそのままに、同じ難易度でゲームを最初からやり直しになる。
ゲームは6つのマップより構成され、それぞれが映画の異なるシーンを代表している。ゲームは森のエリアより始まる。そこは宇宙船がE.T.を拾い上げる場所でもある。その他、ワシントンD.C.都市部エリア1つと、大小様々の井戸がある4つのマップでゲームは構成されている。E.T.は井戸の中に入ることができ、中には電話の部品もしくは人数アップが落ちていることがある。井戸から抜け出すためにはE.T.を空中浮遊させる必要がある。スクリーン上部に表示されるアイコンは現在位置を表していて、場所に応じて特定の行動を起こすことができる。特殊行動には、アイテム検知、他のゾーンへのワープ、敵キャラクターを開始位置に戻す、などが含まれる。一部のゾーンではE.T.が特定のアイテムを所持しているときのみ、特殊行動が可能になる（例えば、「お菓子を食べる」ためにE.T.は最低1個Reese's Pieceを所持してなければならない）。
移動の際、もしくは特殊行動を取った際に、E.T.の体力は徐々に減っていく。Reese's Piecesを食べることでE.T.の体力を回復できる。ライフが残っている場合、E.T.の体力が尽きるとエリオットがE.T.と"融合"する。するとE.T.は蘇り、人数が尽きるまでゲームを続けられる。E.T.をワシントンD.C.に連れ去ろうとする科学者、E.T.の集めたアイテムを取り上げるFBI捜査官は避けなければならない。ゲームは数段階の難易度設定を可能にしていて、それによって、敵の数・スピードやゲームクリアのための条件が変更される。

## 開発
1982年6月のボックスオフィスでの『E.T.』の記録的成功を受け、アタリの親会社ワーナー・コミュニケーションズのCEOスティーヴ・ロスは、映画を元にしたテレビゲームの制作権を得るべく、スティーヴン・スピルバーグ、ユニバーサル・ピクチャーズとの会談に出席した。7月末、ワーナーは『E.T.』を原作とするコインオペレート式/コンソール用ゲームのワールドワイドでの独占権を獲得したと発表した。アナウンスメントの中で正確な取引の詳細は明かされなかったものの、（当時のテレビゲームのライセンス料としては破格の）2000～2500万USドルをアタリが権利獲得のため支払ったと大々的に報じられた。ロスが『E.T.』のテレビゲーム制作のアイデアを訊ねた時、アタリのCEOレイ・カサールは「馬鹿げた考えだと思うね。映画からアクションゲームを作るなんて話は聞いたことがない」と答えたとされる。しかし結局のところ、カサールの意向は無視され、契約は結ばれた。親会社のロスはカサールと滅多に口をきいたことは無かった。ロスが傘下企業でお気に入りは映画、音楽、ケーブルテレビで、興味が薄いのはDCコミックだった。アタリは傘下でも稼ぎ頭だがアタリショックまで一度もアタリを訪問したことはなかった。ロスがカサールへ電話で契約の話をする際には興奮していたとされる。ルー・ワッサーマンのMCAとはレコード業界でしのぎを削り、ユニバーサル（MCA傘下）寄りのスピルバーグとロスが親密さを増している中での出来事のため、一言で言えばエンタメ業界の大立者同士の対立の余波でもあった。
スピルバーグのリクエストにより、ゲームデザインとプログラミングの仕事は、映画『レイダース/失われたアーク《聖櫃》』のテレビゲーム化を行った経験のあるハワード・スコット・ウォーショウに任せられた。ゲームデザインとプログラミングのための時間は、ゲーム制作の権利確保のため交渉に大量の時間を使ったのが徒となり、クリスマスシーズンの出荷に間に合わせるための最低ライン、9月1日まで6週間も残されていなかった。なお、ウォーショウの『Yars' Revenge』は完成まで4～5か月、『Raiders of the Lost Ark』は6～7か月かかっていることと比較すると、非常に短期間である。『E.T.』をベースにしたアーケードゲームの計画も立てられていたが、これは時間的制約を理由に不可能とされた。この仕事を受けるに際しウォーショウは、20万USドルと、全額支払い済みのハワイ旅行を埋め合わせにオファーされたと言われている。
ウォーショウは『E.T.』を『パックマン』風のゲームにすることはせず、もっと自分独自のアイデアを採ることにした。原作映画に見出された感傷的な面を多少ならずとも自分の作るゲームに反映するため、ウォーショウはストーリー性の高いデザインが好ましいと考えたが、結局は時間制約のためアイデアを一部切り捨てなければならなくなった。最終的にウォーショウは、許された期間内に十分プログラミングが可能かどうかの判断を基準にして、ゲームデザインを行った。基本部分のデザインは2日の内に完了し、2日目の終わりにカサールにアイデアを提出した。その後は5週間の割当てを割り振り、約6.5kBのオリジナル・コードを書き、デバッグし文書化する作業に移った。
また、イニシャルの形でイースターエッグとして隠されているものの、『E.T.』は初めてグラフィック・アーティスト（Jerome Domurat）が"クレジット"されたテレビゲームでもある。ハワード・スコット・ウォーショウのイニシャルも同じくイースター・エッグとして隠されている。

## 売り上げ
ゲームは間に合わせの出来だったものの、映画の人気、さらには1982年のテレビゲーム業界が経験していた一大景気もあり、アタリは『E.T.』に莫大なセールスを期待していた。ゲームが完成した頃には出荷予定日までの時間がほとんどなく、アタリはゲームのオーディエンステストを行わないで（要するに市場の反応を見ないで）そのまま出荷する事にした。先立つリリースの成功、特に評価の低さにも拘らず売れ行きが極めて好調だったコンソール版『パックマン』の成功に浮かれ、会社は安全性の感覚を失っていたのだろうと、当時ワーナーの共同最高執行責任者を務めていたEmanual Gerardは後に推測している。
加えてアタリは、10月の内に小売店に対し、一年分の在庫を先立って注文するよう要請しており、そのことのみを根拠に、ゲームの売れ行きが好調になるだろうと踏んでいた。当時のアタリはソフト・ハードともに市場を完全に席捲しており（実に市場の8割を握っていたとされる）、生産が追い付かないこともしばしばあったからだ。対して小売は実際に売れる量を超える注文を開始したが、他のソフトが供給を始めると共に、徐々にキャンセルの数が増えていった。アタリ社はこの事態への対策ができていなかった。
ゲームの売れ行きは確かに好調であったが（アタリのカートリッジの歴代売上8位に相当する）、500万本のカートリッジの内実際に売れたのは150万本程度にとどまった（なぜ当時のアタリ2600の本体の売上台数より多くの『E.T.』カートリッジが製造されたかは謎である）。セールスの数字はそこそこだったものの、高額のライセンス料・大量の売れ残り在庫により、『E.T.』はアタリに大きな経済的損失を与えた。
このゲームはアタリ倒産の原因の一つに数え上げられる。アタリは1983年に5.36億ドルの赤字を記録し、1984年には分割・売却された。

## 批評家からの反応
もととなった映画は評論家から一定以上の評価を得たものの、ゲーム版『E.T.』はどの批評家からも批判的な評価が大体下されてきた。また、歴代ゲームのワースト候補を選ぶ際の常連でもある。SeanbabyはElectronic Gaming Monthly150号において、歴代ゲームワースト20の1位に『E.T.』を選んでいる。FHM誌の代理編集人Michael Dolanもまた、歴代ワーストゲームの1位に『E.T.』を選んでいる。PC Worldもまた、筆者Emru Townsendによる「質問した内の3人に1人はこのゲームをすぐに思い出していた。何故かを理解するのは難しくない」というコメントを添えて、歴代ワーストゲームのリストトップに『E.T.』を置いている。
Townsendはグループでゲームを相談し、その内全員が批判した部分を見出した――「E.T.は穴に落ちた後、空中浮遊でのろのろと脱出しなければならなくて」、それによって「ゲームがひどく単調になっている。」Seanbabyも同じく落とし穴について批判的で、時間をやたら食ううえ、また落っこちないようにうまく外に出るのが難しいとしている。Classic Gamingの"Fragmaster"は、プレイ経験を「入り組んでて退屈」とし、映画の持っていたシリアスなトーンがゲームのストーリーに欠けていることを非難している。ゲームのグラフィックは当時の他のゲームと比較しても平均以下だとされている。アタリ2600のゲームを大量に遊んだ層の間では、他のタイトルがアタリ2600最低のゲームに選ばれることも多く、時には『E.T.』がそうした"アタリ2600のワースト"リストから外されていることさえある。。また、今日でもこのゲームを本当の意味で楽しみながらプレイしている人が少数ながらいる。ハワード・スコット・ウォーショウは『E.T.』の出来に不満はないようで、良いゲームを作ったとさえ考えている。
ちなみにウォーショウが言っている『Yar's』とはアタリ2600用にリリースされたゲームの中では高評価もしくは最も高く評価されているシューティングゲーム『Yars' Revenge』の事である。ウォーショウは自分がアタリ2600用で最高とされるゲームと最低とされるゲームの両方にかかわった事を指して「誰よりも私には幅がある」と言っているのだ。
ちなみに『E.T.』はX Playで5点中0点を付けられた唯一のゲームとしても知られている。

## アタリの埋立用地
1983年9月に一連の記事でニューメキシコ州・アラモゴードのAlamogordo Daily Newsが報じたところによると、テキサス州エルパソの倉庫より運び出された、セミトレーラトラック10台から20台分のアタリ製パッケージ、カートリッジ及びゲームマシーンが、市内の埋立用地にプレス処理後埋められた。アタリが埋立地を利用するのはこれが初めてで、廃棄物の収集が禁じられていたことを理由にその場所が選ばれた。廃棄処分は夜間の内に行われた。アタリ役員と他との間では何が埋められたかの発表が異なるものの、売れそびれた数百万のカートリッジはほぼ全てがこの埋立用地に辿りつき、そこで破却されセメントに塗り固められたものと考えられている。
真偽検証の歴史
何時しかカートリッジ埋め立ての話は有名な都市伝説となり、結果この話の信憑性を疑う人間も現れた。最近では2004年10月に、ウォーショウ自身が数百万規模の『E.T.』のコピーの破棄が実際行われたものかどうかについて疑問を呈し、アタリはむしろ経費節減のためパーツを再利用しただろうとの考えを示している。
2013年6月、Alamogordo Daily Newsは「北米のマルチメディア制作会社フューエル・インダストリーズはアラモゴード市政委員会より、この「ビデオゲームの墓場」が本当にある（あった）のかどうかをはっきりさせる事を目的とし、当該の地と目される埋立地を発掘・捜査する許可を得た」と報道した。
この件に連動しているかどうかは不明だが、同年12月、Xbox Live用コンテンツを手がけるXbox Entertainment Studiosは，同サービスでの視聴を念頭に置いたドキュメンタリー番組シリーズの配信を2014年内に開始すると発表。その第一弾として本作『E.T. the Extra-Terrestrial』を題材とし、上述した埋め立て地を掘り返す許可を得たと発表している。撮影は2014年1月から開始され、同年4月に発掘されたことから、都市伝説は事実であることが判明した。
その後、スミソニアン博物館群にある国立アメリカ歴史博物館に所蔵された。

## 参考資料
書籍
- Cohen, Scott (1984). Zap! The Rise and Fall of Atari. McGraw Hill Book Company. ISBN 0-07-011543-5
- Kent, Steven L. (2001). The Ultimate History of Video Games. Roseville, California: Prima. ISBN 0-7615-3643-4
- E.T. the Extra-Terrestrial game manual. Atari. (1982) (Online reproduction)

新聞・雑誌
- Cummings, Betsy (December 2003). “How I got here”. Sales and Marketing Management.
- McQuiddy, Marian (1983-09-25) (JPEG). Dump here utilized. Alamogordo Daily News 2006年6月29日閲覧。.
- McQuiddy, Marian (1983-09-27) (GIF). City to Atari: 'E.T.' trash go home. Alamogordo Daily News 2006年6月29日閲覧。.
- McQuiddy, Marian (1983-09-28) (MPG). City cementing ban on dumping: Landfill won't house anymore 'Atari rejects'. Alamogordo Daily News 2006年7月1日閲覧。.
- Pollack, Andrew (1982-12-19). The Game Turns Serious at Atari. The New York Times.
- Smith, Shelley (2005-04-12). Raising Alamogordo's legendary Atari "Titanic". Alamogordo Daily News 2006年6月29日閲覧。.(Scans)
- Atari Gets 'E.T.' Rights. The New York Times. (1982-08-19).
- (PDF) Atari Parts Are Dumped. The New York Times. (1983-09-28) 2006年6月29日閲覧。.
- Many Video Games Designers Travel Rags-to-Riches-to-Rags Journey. Los Angeles Times. (1986-01-14).